# Copenaghen Open 1994
Il Copenaghen Open 1994 è stato un torneo di tennis giocato sul sintetico indoor. 
È stata la 6ª edizione del Copenaghen Open che fa parte della categoria World Series nell'ambito dell'ATP Tour 1994. Si è giocato a Copenaghen in Danimarca dal 28 febbraio al 7 marzo 1994.

## Campioni

### Singolare maschile
Evgenij Kafel'nikov ha battuto in finale  Daniel Vacek con il punteggio di 6–3, 7–5

### Doppio maschile
Martin Damm /  Brett Steven hanno battuto in finale  David Prinosil /  Udo Riglewski con il punteggio di 6–3, 6–4